# Jerónimo Miñarro Navarro
Jerónimo Miñarro Navarro (Lorca (Murcia) 19 de septiembre de 1977), futbolista español. Jugaba de defensa.

## Trayectoria
Se trata de un experimentado jugador que llegó a jugar en primera división española en el Valencia Club de Fútbol, de la mano de Ranieri, con tan sólo 19 años. Otros equipos en los que ha demostrado su calidad han sido el Panaxaikh Bpatra, de la primera división griega, el Rayo Vallecano, con el que logró el ascenso a primera división en la temporada 1998/1999, Getafe, Burgos, Almería, todos ellos en segunda división. Internacional Sub-15, Sub-16, Sub-18, Sub-20 y Sub-21, siendo subcampeón de Europa Sub-18.

## Clubes
| Club                          | País   | Años      |
| ----------------------------- | ------ | --------- |
| Valencia CF B                 | España | 1996-1997 |
| Valencia CF                   | España | 1997-1998 |
| Rayo Vallecano                | España | 1998-1999 |
| Panachaiki Patras             | Grecia | 1999-2000 |
| Getafe CF                     | España | 2000-2001 |
| Burgos CF                     | España | 2001-2002 |
| Zamora CF                     | España | 2001-2002 |
| UD Almería                    | España | 2002-2003 |
| Torredonjimeno CF             | España | 2002-2003 |
| Sangonera Atlético CF         | España | 2003-2004 |
| Granada CF                    | España | 2004-2005 |
| CD Burriana                   | España | 2005-2006 |
| Calasparra CF                 | España | 2006-2007 |
| Ciudad de Lorca CF            | España | 2007-2008 |
| UD San Sebastián de los Reyes | España | 2007-2009 |
| CD Lumbreras                  | España | 2009      |
| Lorca Deportiva CF            | España | 2009-2010 |

- Datos: Q6182445